# الملاحة الجوية المحدودة الإسرائيلية
الملاحة الجوية المحدودة. (بالعبرية: אירונאוטיקס בע"מ‏) (المعروفة سابقًا باسم NETS Integrated Avionics Systems ) هي شركة إسرائيلية متخصصة في تصنيع أنظمة الطائرات بدون طيار، والمعروفة باسم "طائرات بدون طيار"، للاستخدامات العسكرية. منذ تأسيسها في عام 1997، تم بيع منتجات الشركة لأكثر من 20 عميلاً للدفاع والجيش والأمن الداخلي في 15 دولة. يقع مقرها في يفنه، إسرائيل. 
تتكون الإدارة العليا للملاحة الجوية من شخصيات بارزة من قطاعات الدفاع والمالية والسياسية الإسرائيلية. الرئيس التنفيذي للشركة هو عاموس ماتان، الذي شغل سابقًا منصب الرئيس التنفيذي لشركة أنظمة سولتم. رئيس مجلس الإدارة هو يديديا يعاري، نائب أميرال متقاعد كان القائد العام للبحرية الإسرائيلية من 2000 إلى 2004 ورئيس شركة الدفاع رافائيل المتقدمة لأنظمة الدفاع المحدودة من 2004 إلى 2015.
في 2 سبتمبر 2019، استحوذت على الشركة بالكامل من قبل رافائيل لأنظمة الدفاع المتقدمة ورجل الأعمال الإسرائيلي أفيهاي ستوليرو.

## روابط خارجية
- الموقع الإلكتروني للملاحة الجوية
- موقع RT Aerostats
- موقع Commtact
- موقع Zanzottera Technologies